# 马里奥·施特赖特
马里奥·施特赖特（德語：Mario Streit，1967年4月14日—），德国男子赛艇运动员。他曾代表东德参加1988年夏季奥林匹克运动会赛艇比赛，获得男子双人单桨有舵手银牌。